# پی‌ای مدیا
پی‌ای مدیا (انگلیسی: PA Media) شرکت رسانه‌ای بریتانیایی است، که در سال ۱۸۶۸ تأسیس شد.